# Британська короткошерста кішка
Британська короткошерста (англ. British shorthair, BRI) — одна з найстаріших порід кішок.

## Історія
Британська короткошерста є однією з найдавніших порід, хоча племінні книги, куди заносяться найкращі плідники, ведуться всього близько 100 років. Офіційно визнана більшістю фелінологічних організацій у 1984 році. Зараз поширена в усьому світі й дуже популярна.

## Характер
Кішки британської породи невибагливі, мають чудове здоров'я. Активні, рухливі, легко звикають до людей. Мають спокійний, урівноважений характер. Легко адаптуються до умов життя.

## Зовнішній вигляд
Найпопулярнішими є тварини з блакитним забарвленням. Характерним є повільний розвиток. Британські короткошерсті кішки — це тварини від середніх до великих розмірів, міцні, компактні. Тіло мускулисте, міцне, але масивне в ділянках плечей і крупу. Грудна клітка широка, глибока й кругла. Спина коротка, пряма, рівна. Плечі широкі, масивні, зашийок плоский. Коти більші, міцніші, ніж кішки. Кінцівки трохи менші завдовжки, ніж тіло, сильні. Гармонійні відносно тіла, з міцною кістковою структурою. Передні ноги прямі, майже такої ж довжини, як і задні. Лапи великі, круглі, міцні, із зімкнутими пальцями. Хвіст товстий в основі, трохи звужується до заокругленого кінчика. Його довжина становить дві третини від довжини тіла.
Голова середньої величини, масивна, широка у вилицях, із круглими обрисами при погляді під будь-яким кутом. Чоло округле (опукле), є невеликий плаский майданчик між вухами. Щоки наповнені, особливо в самців. Підборіддя сильне, тверде, чудово розвинене. Нижня точка підборіддя й кінчик носа повинні утворювати вертикальну лінію. Ніс короткий, широкий, прямий, з невеликим заглибленням, без стопа. Вуха середньої величини, широкі в основі, із заокругленими кінчиками, широко розставлені. Зовнішня поверхня вуха рівномірно вкрита хутром, внутрішнє опушення помірне. Очі великі, круглі, широко поставлені, виразні. Найкращі інтенсивні кольори. їхній колір повинен відповідати забарвленню тіла тварини. Шия коротка, товста, мускулиста, особливо в котів.

## Забарвлення
Хутро дуже густе, пружне, «тверде» на дотик. Добре виражене густе підшерстя. Хутро коротке (трохи довше, ніж в інших короткошерстих порід), рівномірної довжини й густоти на тілі, неприлягаюче (справляє враження плюшевого). Завдяки такій структурі шерсть добре захищає кішку від холоду та вологи. Найбільш популярними забарвленнями є блакитне, сріблясте, чорне, шоколадне та лілове. Існують також варіанти з таббі, біколор і колорпойнт.

## Цікаві факти про британську короткошерсту
- Рекордна популярність. Британська короткошерста є однією з найстаріших і найпопулярніших порід у світі. Вона вважається національним надбанням Великобританії.
- Зірка кіно. Саме представники цієї породи знімалися в численних фільмах і рекламі завдяки їхній фотогенічній зовнішності та спокійному характеру.
- Зв’язок із Чеширським котом. Чеширський кіт із книги Льюїса Керрола "Аліса в Країні чудес" був натхненний британською короткошерстою.
- Різноманітність кольорів. Спочатку британські короткошерсті були лише синьо-сірими, але тепер їхній спектр кольорів охоплює понад 30 відтінків!
- Інстинкт мисливця. Попри їхній спокійний вигляд, ці кішки мають сильний мисливський інстинкт і легко справляються з мишами.
- Кішки-довгожителі. Деякі британські короткошерсті доживають до 20 років, що робить їх чудовими супутниками на все життя.[1]

## Світлини

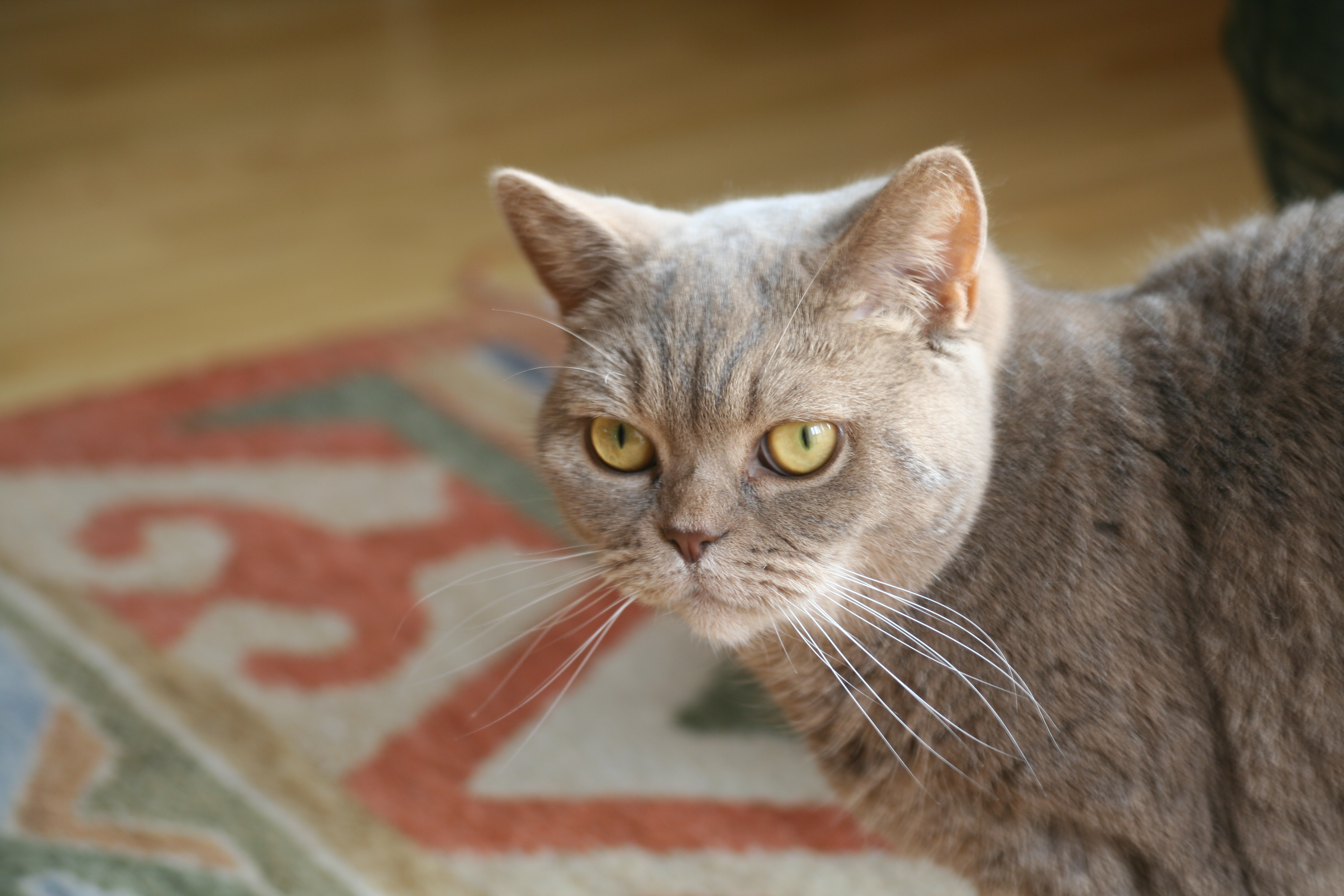
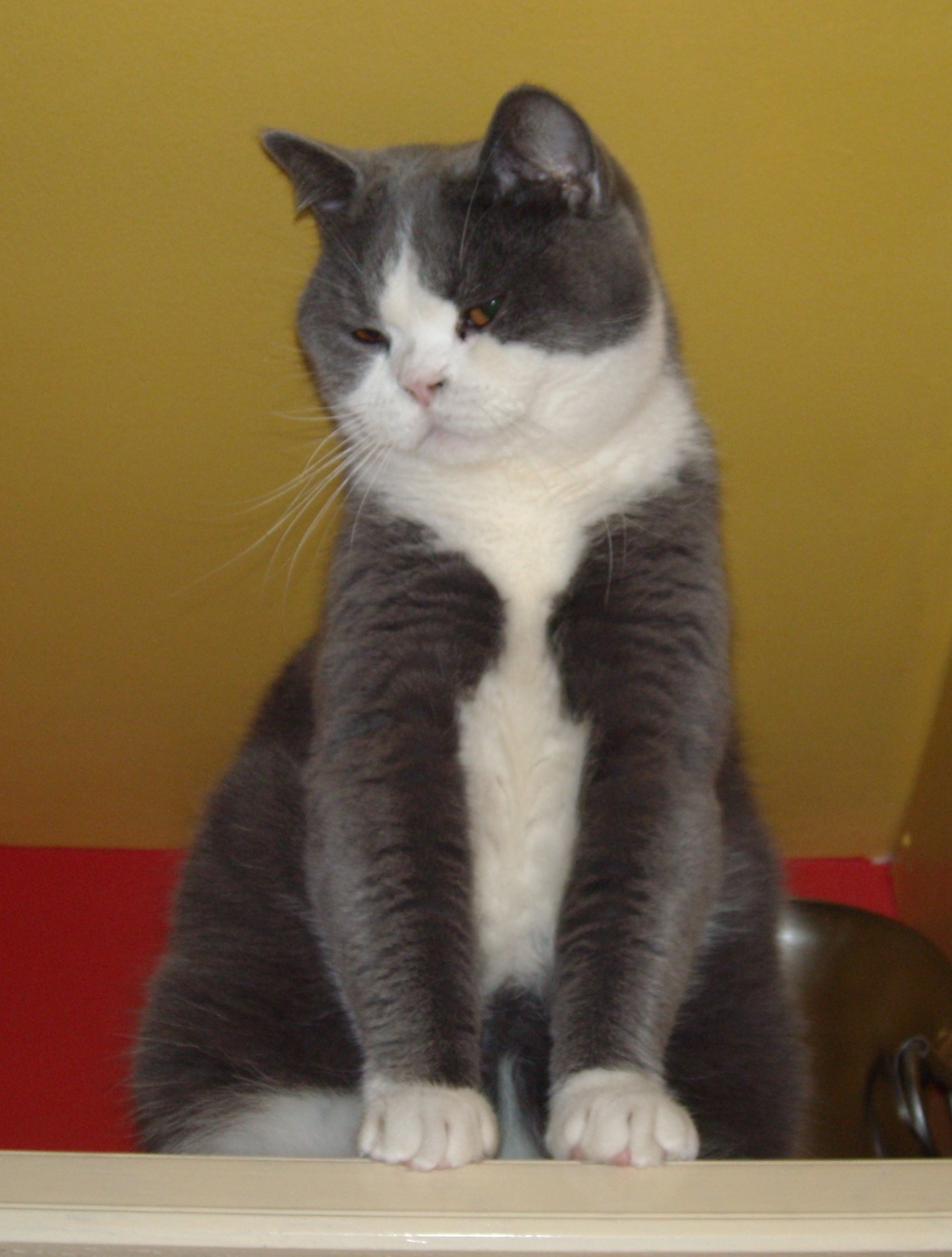
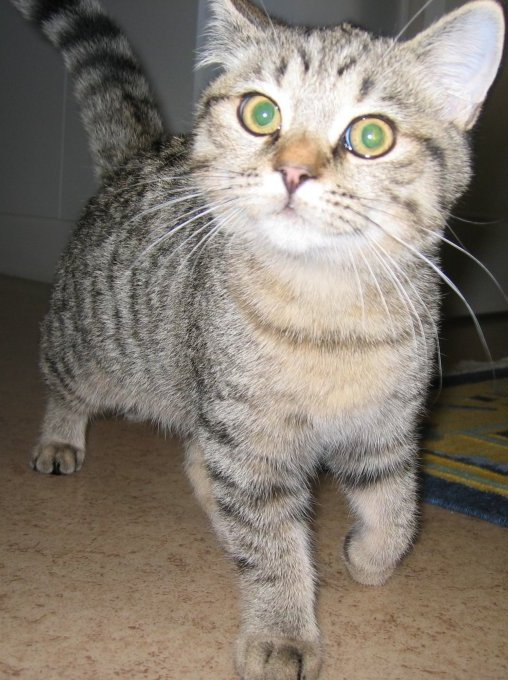
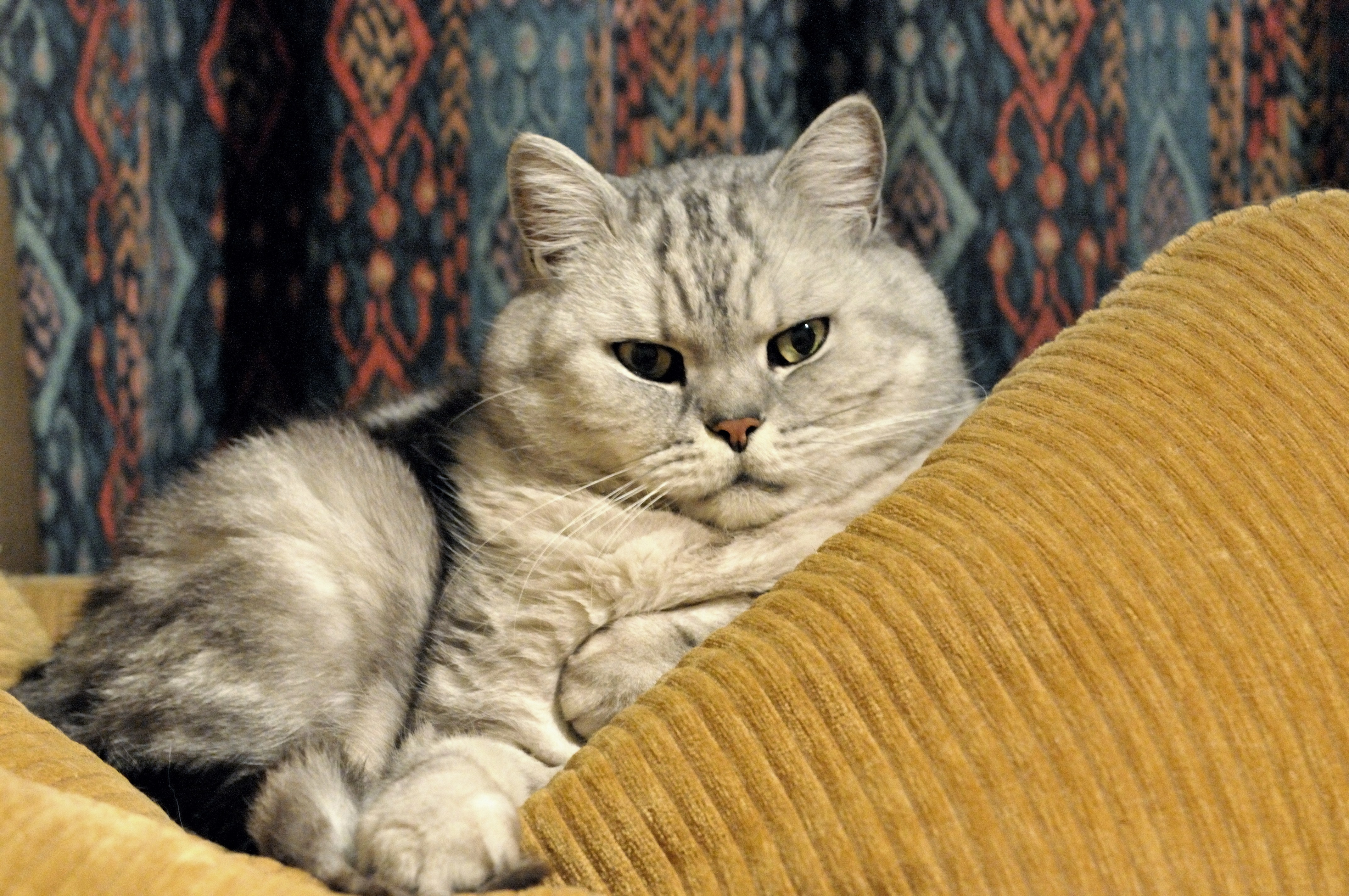
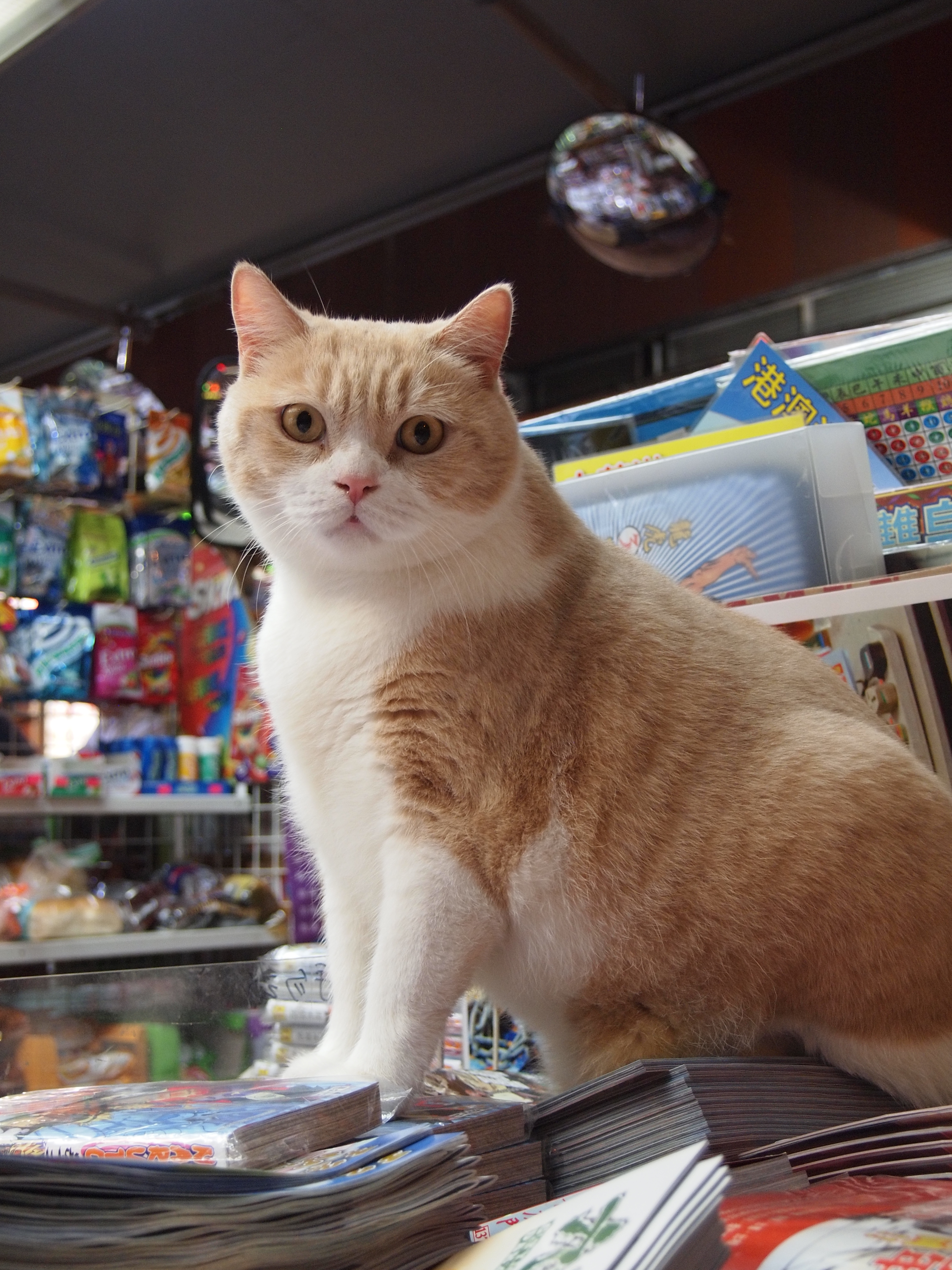